# Пышнохвостый лесной хомяк
Пышнохвостый лесной хомяк (Neotoma cinerea) — вид грызунов из рода Neotoma семейства Cricetidae, обитающих в Канаде и США. Его естественная среда обитания — северные леса, леса умеренного пояса, сухая саванна, кустарники умеренного пояса и пастбища умеренного пояса.
Пышнохвостые лесные хомяки известны своей удивительной манерой утаскивать блестящие предметы, подбирая всё, что могут унести, отдавая предпочтение монетам или металлическим ложкам. Это связано с тем, что представители этого вида, прежде чем построить гнездо, собирают кучу древесных обломков,  листвы, палок, костей и человеческих предметов обихода, при этом гнездо, как правило, располагается под защитой такой кучи. Одно из разговорных английских названий этого вида  "packrat" (буквально "навьюченная крыса", или "крыса с рюкзаком"), что в английском языке стало синонимом слова "барахольщик". 

## Описание
Пышнохвостого лесного хомяка можно узнать по большим округлым ушам и длинному пушистому хвосту. Обычно они коричневые с лёгкой черной рябью, создаваемой черными вершинами остевых волосков, а нижняя сторона и лапы — белые. Окраска спины и боков может варьировать от желтовато-коричневой до почти черной. Хвост беличий — пушистый, уплощенный от основания до кончика.
Эти лесные хомяки отлично лазают и поэтому обладают острыми когтями. Они используют свои длинные хвосты для баланса при лазании и прыжках, а также для дополнительного тепла. 
Эти грызуны имеют половой диморфизм: средний самец примерно на 50% крупнее средней самки.
Длина взрослой особи: от 28 до 46 см, половина из которых — хвост. Вес до 590 г.
Пышнохвостый лесной хомяк — самый крупный и наиболее холодостойкий вид среди лесных хомяков.

## Подвиды
Описано большое число подвидов. Здесь они приведены по Холлу и Келсону:
- N. c. acraria (Elliot, 1904) — восточная Калифорния, юг Невады, запад Юты, север Аризоны.
- N. c. alticola Hooper, 1940 — северо-восток Калифорнии, север Невады, восток Орегона, юг Айдахо
- N. c. arizonae Merriam, 1893 — северо-восток Аризоны, северо-запад Нью-Мексико, юго-восток Юты, юго-запад Колорадо
- N. c. cinerea Ord, 1815 — центр Айдахо, крайний северо-запад Вайоминга, почти вся Монтана, заходит на юг Британской Колумбии, Альберты, Саскачевана.
- N. c. cinnamomea J. A. Allen, 1895 — юго-запад Вайоминга
- N. c. drummondii (Rihardson, 1828) — от крайнего юго-запада Северо-Западных территории на юг по восточной Британской Колумбии и западной Альберте.
- N. c. fusca True, 1894 — прибрежные леса Орегона
- N. c. lucida Goldman, 1917 — Чарльстон пик в Неваде (граница с Калифорнией)
- N. c. macrodon Kelson, 1949 — северо-восток Юты
- N. c. occidentalis Baird, 1855 — штат Вашингтон, юг Британской Колумбии, север Айдахо, и северо-запад Монтаны
- N. c. orolestes Merriam, 1894 — Вайоминг, юг Монтаны, запад Южной Дакоты
- N. c. pulla Hooper, 1940 — север Калифорнии, юг Орегона
- N. c. rupicola J. A. Allen, 1894 — от запада Северной Дакоты до юго-востока Вайоминга и севера Колорадо
- N. c. saxamans Osgood, 1900 — север Британской Колумбии, юг Юкона

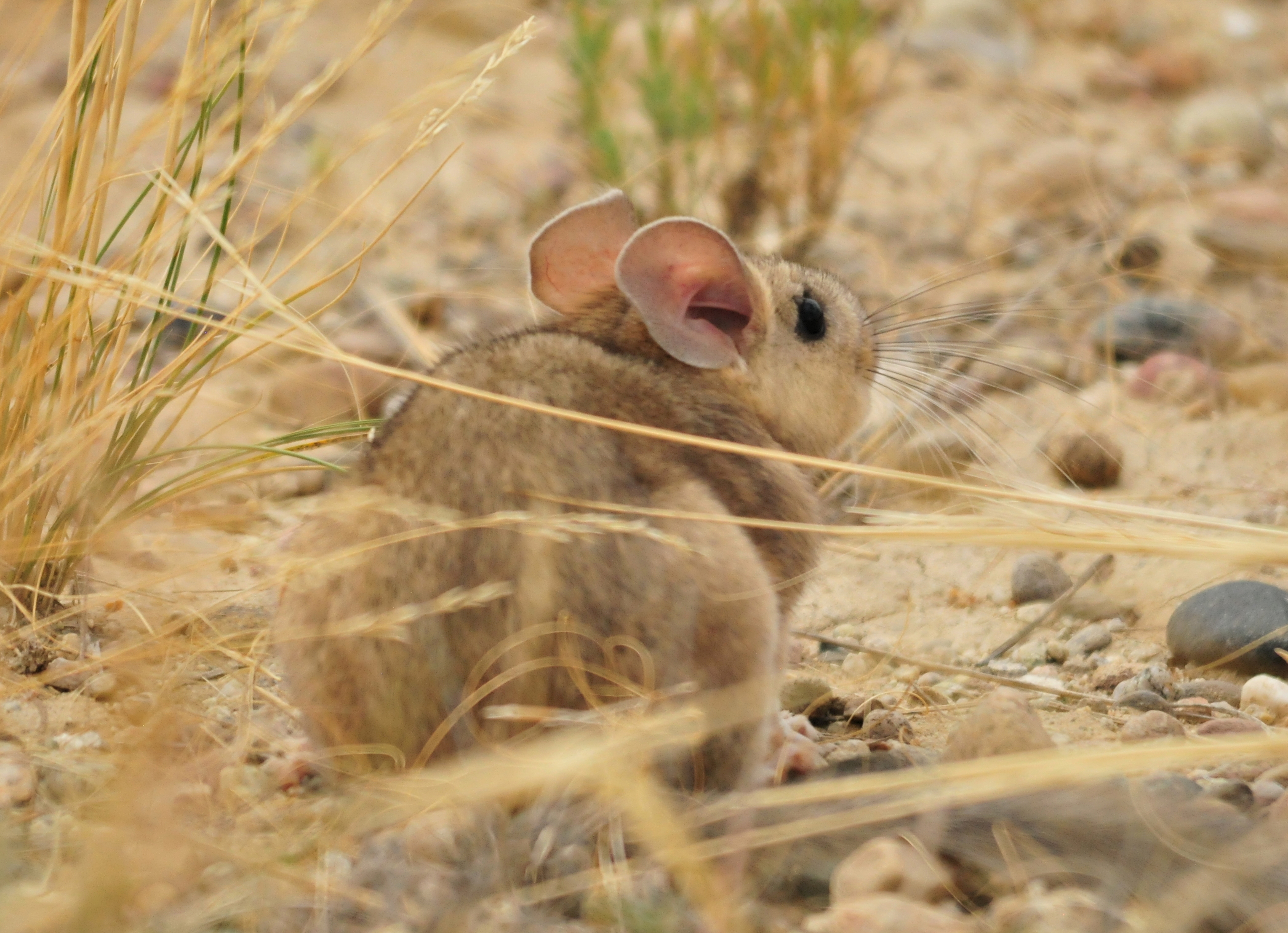
Подвид N. c. cinnamomea в Сидскади, штат Вайоминг.

## Ареал
Пышнохвостые лесные хомяки встречаются в западной части Северной Америки, от арктической Канады до северной Аризоны и Нью-Мексико, и на восток до западных частей Дакоты и Небраски.

## Места обитания
Лесные хомяки населяют самые разные места обитания, от бореальных лесов до пустынь. Их предпочтительная среда обитания — в каменистых местах и вокруг них, поэтому они часто встречаются вдоль утесов, каньонов, осыпей на склона и открытых каменистых россыпей. Они легко заселяют заброшенные здания и шахтам.  
Их можно найти на высоте до 4300 м над уровнем моря, но они становятся все более тесно связанными высокогорьями на  южной границе их ареала.
В старовозрастные леса эти лесные хомяки  избегают. Они встречаются чаще и с большей плотностью в более открытых местообитаниях.

## Питание
Пышнохвостый лесной хомяк предпочитает зелёную растительность (листья, хвою, побеги), но также потребляет веточки, фрукты, орехи, семена, грибы и некоторых животных. Один исследователь на юго-востоке Айдахо обнаружил в их рационе злаки, кактусы, бобовые, полыни и крестоцветные, а также несколько видов членистоногих. В более сухих местах обитания они сосредоточиваются на суккулентных растениях.
Эти грызуны получают большую часть воды из растений, которые они едят.

## Размножение и жизненный цикл
Самцы устанавливают доминирование на своей территории с помощью запаховой маркировки и агрессивных столкновений. Поединки состоят в основном из укусов и царапин, но могут привести и к серьезным травмам.
Размножение происходит весной и летом (с мая по август) с периодом беременности около пяти недель. Самка может иметь один или два помёта в год. В выводках от двух до шести молодых, при типичном размере - три. У самок только четыре молочных железы, поэтому в более крупных пометов, скорее всего, будет более высокая смертность молодых. Известно, что самки способны спариваться уже через 12 часов после родов, и могут быть беременны следующим выводком, выкармливая предыдущий. 
Срок беременности в неволе 27–32 дня. Новорожденные весят около 15 г. Глаза открываются примерно в 15-дневном возрасте, а прекращение молочного вскармливания происходит на 26–30-й день.
Молодые самцы покидают мать в возрасте 2,5 месяца. Самки часто остаются в той же территории, что и мать, с перекрыванием их индивидуальных участков. Это явное исключение из их территориального характера, и эта взаимосвязь в настоящее время не совсем понятна. Дочери могут делить запасы еды с матерью, что увеличивает их шансы на выживание, а более высокая плотность проживания самок в данном районе также может помочь привлечь самцов.
Самки впервые размножаются, когда становятся годовалыми.

## Поведение

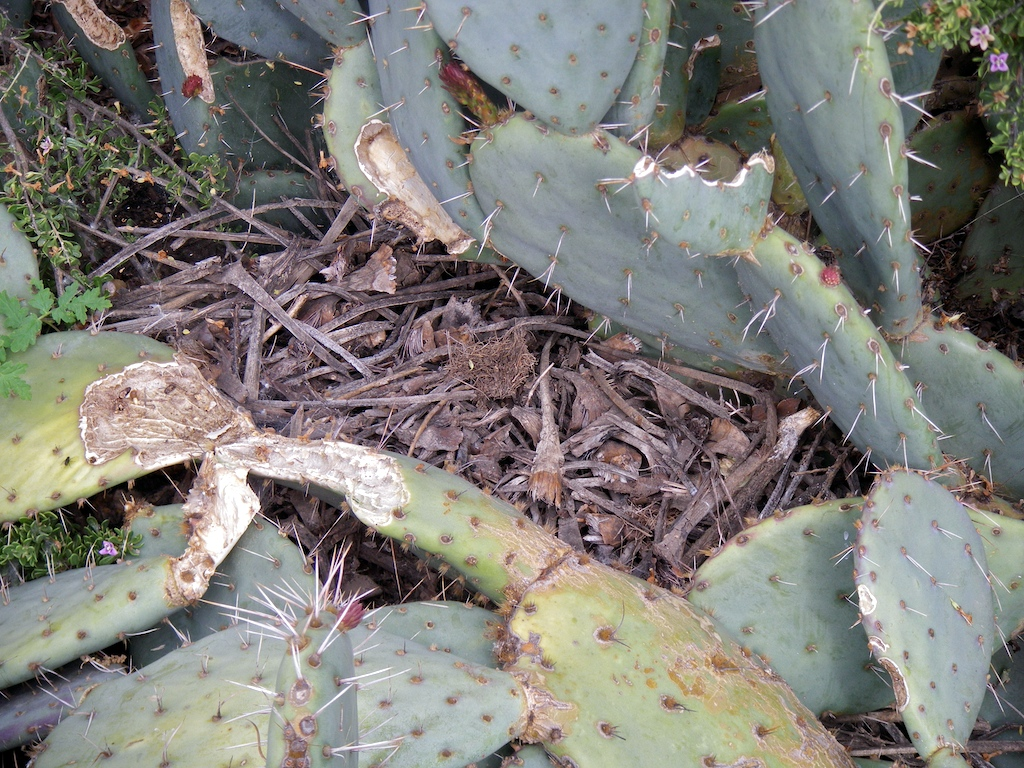
Вершина защитной кучи в зарослях опунции.

Пышнохвостые лесные хомяки активны круглый год. В основном они ведут ночной образ жизни, но иногда их можно увидеть и днём. Обычно они ведут одиночный образ жизни и строго территориальны.
Эти лесные хомяки собирают обломки в естественных трещинах или в  заброшенных искусственных сооружениях, когда они доступны, в большие кучи или нечто вроде "хаток", для которых из археологии был заимствован термин «midden» (буквально "кухонные отбросы"). Отложения состоят из растительного материала, фекалий и других материалов, которые затвердевают с кристаллизованной мочой. Моча древесных крыс содержит большое количество растворенного карбоната кальция и оксалатов кальция из-за высокого содержания оксалатов во многих суккулентных растениях, которыми питаются эти животные. 
Важно различать кучи и гнезда. Гнезда — это места, где часто можно встретить животное и где самки выращивают своих детенышей. Гнезда обычно находятся в куче, но в этом правиле бывают региональные вариации. Когда гнездо не находится в мусоре, оно обычно скрывается в каменистой расщелине за заграждением из прутьев. 
В хвойных лесах лесная крыса может построить свой дом на высоте до 15 м на дереве. 
Пышнохвостые лесные хомяки не впадают в спячку. Они строят несколько кладовых с запалами пищи, которую используют в зимние месяцы.  
При тревоге эти лесные хомяки начинают барабанить задними лапами. Они также могут барабанит и, когда их никто не потревожит, производя медленные дроби.

## Хищники
Пышнохвостыe лесные хомяки становятся жертвами многих хищников, включая пятнистых неясытей, рыжих рысей, черных медведей, койотов, мелких куньих, куниц и дневных хищников. Убежища, создаваемые  лесными хомяками, часто используются рептилиями в качестве укрытий в холодное время года. Гремучие змеи, обычно являющиеся хищниками лесных хомяков летом, зимой становятся типичными сожителями.